# Felix Endrich
Felix Endrich (5 dicembre 1921 – Garmisch-Partenkirchen, 31 gennaio 1953) è stato un bobbista svizzero.

## Biografia
Ai V Giochi olimpici invernali (edizione disputatasi nel 1948 a Sankt Moritz, Svizzera) vinse la medaglia d'oro nel Bob a due con il connazionale Friedrich Waller partecipando per la nazionale Svizzera II, dietro a loro l'altra nazionale svizzera (medaglia d'argento) e quella statunitense.
Il tempo totalizzato fu di 5:29,2, con un distacco minimo dalla seconda posizione:  5:30,4.
Inoltre ai campionati mondiali vinse cinque medaglie, di cui tre d'oro:
- nel 1947, medaglia d'argento nel bob a due con Friedrich Waller e medaglia d'oro nel bob a quattro con Fritz Feierabend, Friedrich Waller e Stephan Waser;
- nel 1949, medaglia d'oro nel bob a due con Friedrich Waller
- nel 1951, medaglia di bronzo nel bob a due con Werner Spring
- nel 1953, medaglia d'oro nel bob a due con Fritz Stöckli

Morì durante una prova prima della gara del bob a quattro ai mondiali di Garmisch-Partenkirchen 1953, una settimana dopo aver trionfato nella prova a due: la slitta su cui viaggiava insieme ai compagni Albert Gartmann, René Heiland e Fritz Stöckli venne sbalzata fuori dal tracciato all'altezza della curva "Bayern" andando poi a scontrarsi con un albero; Endrich subì fratture craniche ed al collo e venne dichiarato deceduto, Gartmann ed Heiland subirono seri infortuni ed il solo Stöckli se la cavò con danni di lieve entità.